# Nicopolis ad Istrum
Pour les articles homonymes, voir Nicopolis.
Nicopolis ad Istrum est une cité romaine du IIe siècle située dans la province romaine de Mésie. Elle est fondée par l'empereur Trajan vers 101-106 au confluent du Latrus (Yantra) et du Danube pour commémorer sa victoire sur les Daces. Les vestiges de la cité antique sont situés dans la localité de Nikyup à 20 kilomètres au nord de Veliko Tarnovo dans le nord de la Bulgarie. La cité atteint son apogée pendant les règnes de Trajan, Hadrien et pendant les dynasties antonine et séverienne. La cité possède de nombreux ateliers de poteries.
On peut considérer que Nicopolis ad Istrum est le berceau de la tradition littéraire germanique car c'est au IVe siècle que le prêtre missionnaire Wulfila invente l'alphabet gotique et traduit la Bible du grec en gotique dans la ville de Nicopolis ad Istrum.
Le site a été inscrit sur la liste indicative au patrimoine mondial de l'Unesco depuis 1984.

## Galerie

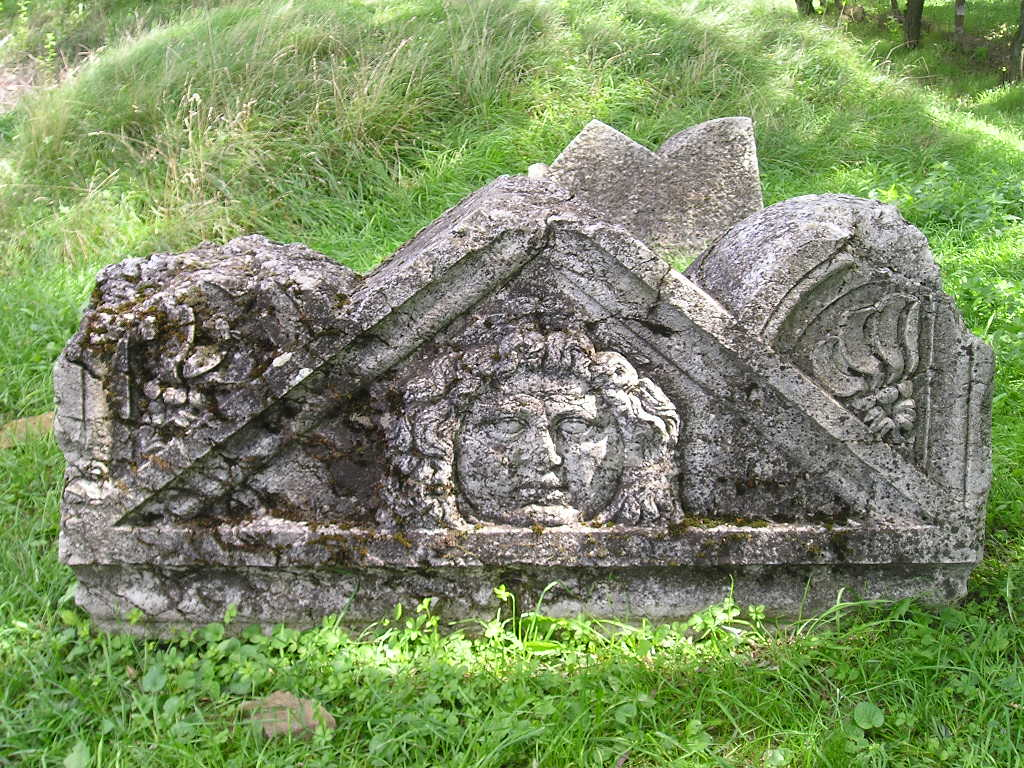
Fronton
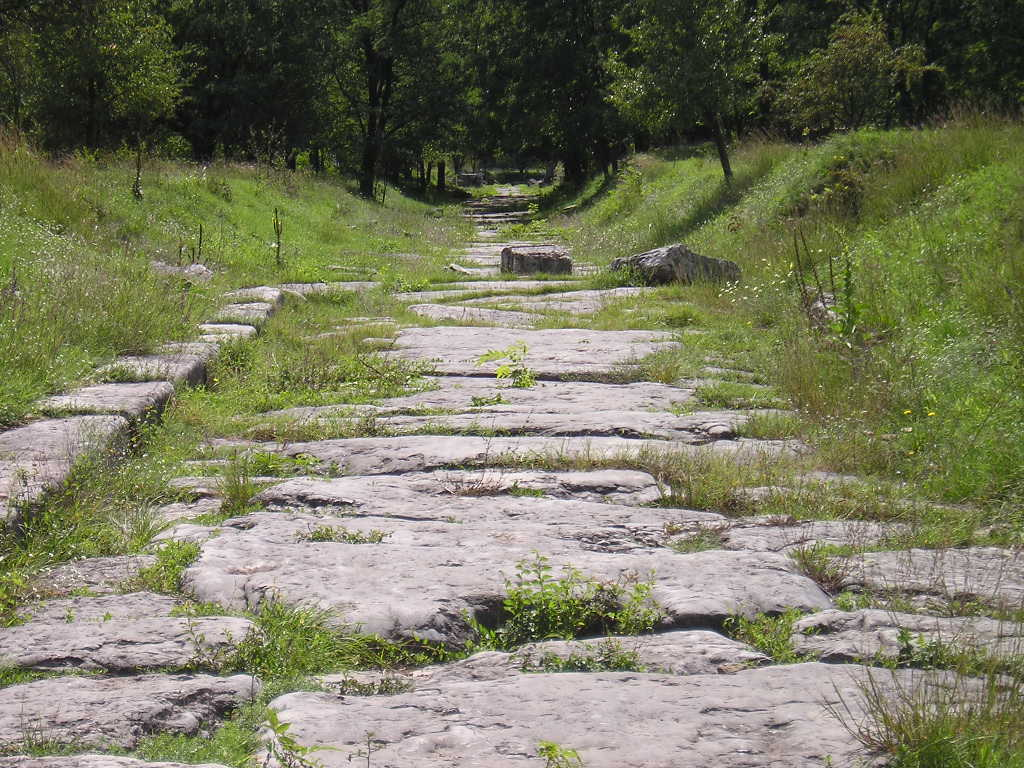
Rue
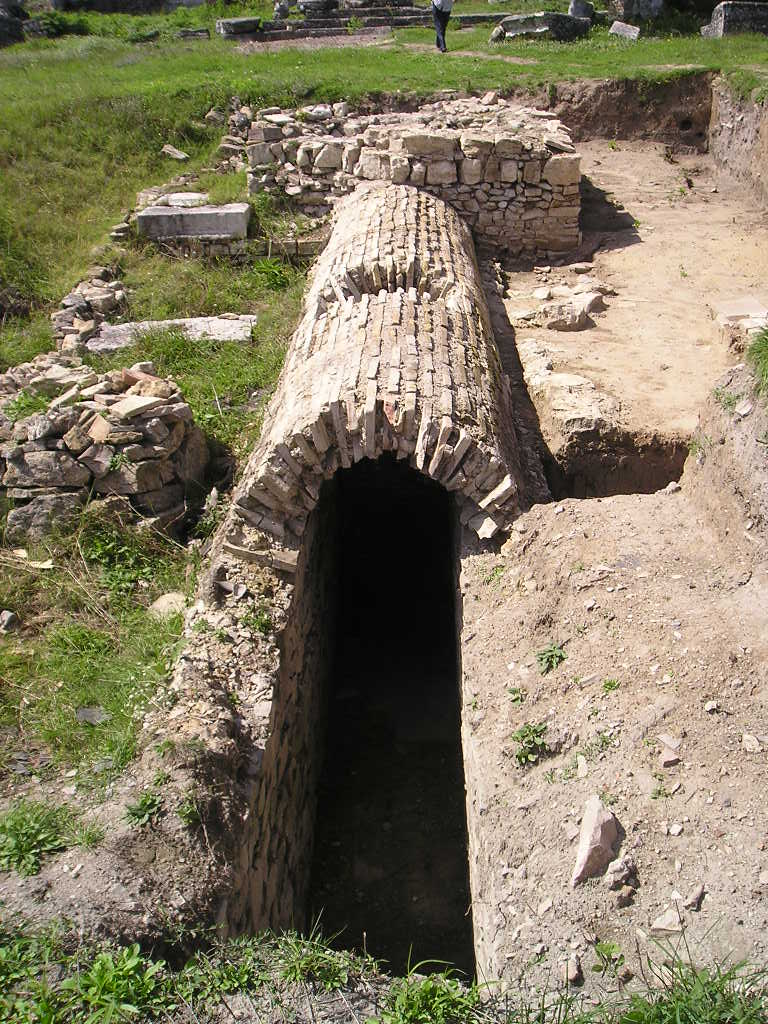
Égouts